# Владимир (Нагосский)
Митрополит Владимир (англ. Metropolitian Vladimir, в миру Василий Павлович Нагосский, англ. Basil Nagosky; 6 марта 1922, Донора, Пенсильвания — 2 августа 1997, Гранд-Рапидс, Мичиган) — епископ Православной церкви в Америке, митрополит Сан-Францисский и Западно-Американский (1974—1975).
Будучи иерархом Русской православной церкви, являлся митрополитом Токийским и всея Японии, предстоятелем Японской автономной православной церкви (1970—1972).

## Биография
Родился 6 марта 1922 года в городе Донора, штат Пенсильвания, США в семье переселенцев из Галиции, эмигрировавших в Америку после Первой мировой войны. Вскоре после его рождения его родители перевезли свою семью в Кливленд, штат Огайо, поселившись через дорогу от Феодосиевского собора, ревностным прихожанином которого Василий стал уже с отроческих лет. В детстве учился у священника Ясона Каппанадзе, впоследствии помогая ему в приходской деятельности.
Во время Второй мировой войны он был призван в армию США. Затем был государственным служащим в США и за границей. Около 1946 года Нагосский в течение года работал секретарём в американском посольстве в Москве. В общей сложности прослужил США пять с половиной лет.
Возвратившись в США, он окончил Кейсовский университет Западного резервного района со степенью бакалавра искусств, провёл два лета в Миддлбери-колледже, штат Вермонт, а также по году отучился в Колумбийском Университете Нью-Йорка и Венском Университете.
Решив посвятить себя духовному служению, поступил в Свято-Владимирскую семинарию в Нью-Йорке. В январе 1958 году, во время обучения в семинарии, рукоположен в сан диакона целибатом. В 1959 года окончил Свято-Владимирскую семинарию.
В декабре того же года он был рукоположен в священника и направлен на Аляску: вначале миссионером Михайловского кафедрального собора в Ситке, а позднее в Уналашку, где окормлял православное население Алеутских островов.
В марте 1961 года митрополита Леонтием (Туркевичем) пострижен в монашество с именем Владимир. В октябре 1962 года возведён в сан архимандрита.
14 октября 1962 года в Покровском соборе в Нью-Йорке состоялась его хиротония во епископа Киотоского, совершённая митрополитом Леонтием (Туркевичем) в сослужении архиеерев «Северо-Американской митрополии».
Епископ Владимир прибыл в Японию 1 ноября 1962 года. Первые годы номинально являлся викарием находившегося в США архиепископа Иринея (Бекиша). Только 11 апреля 1964 года епископ Владимир официально занял правящую Токийскую кафедру.
По отзыву Рэкидзана Манабэ, епископ Владимир был человеком замкнутым, нервным, трудно идущим на контакт. Его малоопытность в литургической практике не раз заставляла старших священников, сослуживших епископу в кафедральном соборе — Иоанна Ёсимура, Тихона Ота, Василия Такэока и других — делать ему замечания; подобные ситуации воспринимались епископом Владимиром крайне болезненно, порождая стремление отдалить от себя церковных старейшин: отсутствие поддержки наиболее заслуженных и авторитетных представителей японского духовенства, по мнению Манабэ, обусловило и новое обострение внутрицерковной ситуации в середине 1960-х годов.
Одной из серьёзнейших проблем Японской православной церкви была проблема земли, на которой располагался Николай-до. Участок приходилось арендовать, что вело к постоянному накапливанию долгов по арендной плате. 9 января 1963 года по предложению консистории и решением епископа Владимира Японская православная церковь заключила с государством договор о покупке земельного участка.
С конца 1964 года материальная помощь из США, весьма ощутимая в 1950-е годы, прекратилась, и в Японской православной церкви стала нарастать напряжённость. Хотя причина этого была в том, что руководство Северно-Американской митрополии вынуждено было срочно тратить деньги на ликвидацию последствий землетрясения на Аляске, японскими верующими это воспринималось как последствия конфликта епископа Владимира со старшими иерархами Северо-Американской митрополии. Это сильно вредило репутации епископа Владимира среди японской паствы.
На XII Соборе Американской митрополии 22—23 сентября 1965 года, во время выборов нового предстоятеля епископ Владимир набрал заметное большинство голосов делегатов — 203 против 131, но Собор епископов избрал архиепископа Иринея (Бекиша), занявшего второе место в голосовании.
Нараставшее недовольство провоцировало новые сомнения в целесообразности подчинения Японской церкви Американской митрополии, тем более что с приостановкой финансовой помощи из США Церковь лишилась одного из наиболее весомых аргументов в его пользу. На этом фоне существование в Японии благочиния Московского патриархата приобретало особое значение: в ноябре 1965 года священник Николай (Саяма) перечислял имена двенадцати священников, приходивших к нему и обсуждавших вопрос о возвращении в юрисдикцию Московского патриархата (на тот момент Японская церковь в американской юрисдикции насчитывала 31 священника, 6 диаконов и 5 катехизаторов). Со своей стороны, и епископ Владимир, не
могший не замечать этих настроений, делал попытки установить контакт с московским церковным руководством.
19 декабря 1969 года на внеочередном Соборе Японской православной церкви от имени Собора к патриарху Московскому и всея Руси Алексию I обратились епископ Владимир и епископ Феодосий (Нагасима) с прошением о даровании автономии Японской православной церкви и принятии их в клир Русской православной церкви.
В марте 1970 года по решению Собора епископов Американской митрополии возведён в сан архиепископа, а в апреле 1970 года, во время визита в Москву, решением Священного синода Русской православной церкви — в сан митрополита как предстоятель новоорганизованной автономной Японской православной церкви.
12 апреля 1970 года митрополит Владимир был принят патриархом Алексием I, который вручил ему Патриарший и Синодальный томос об автономии Японской церкви и возложил на него вторую панагию.
Хотя митрополит Владимир и был автоматически утверждён в качестве предстоятеля декабрьским Собором 1969 года, он всё яснее ощущал оппозицию со стороны новых административных органов — Митрополичьего совета и Токийской епархиальной консистории во главе с о. Василием Такэока, желавших осуществлять собственную линию в церковном управлении. Вскоре Митрополит Владимир начал думать об отъезде из Японии: уже в январе 1971 года в письме Патриаршему местоблюстителю митрополиту Пимену (Извекову) он просил дать новое послушание в Западной Европе или даже в Африке.
10 февраля 1972 года митрополит Владимир разослал японским священнослужителям извещение о своём уходе с поста предстоятеля Японской Православной Церкви. Временно управляющим Церковью он назначал епископа Киотоского Феодосия (Нагасиму). Одновременно в Америку им было направлено прошение о принятии в число архиереев ПЦА и назначении на какую-либо кафедру; на заседании американского Синода 17 февраля прошение это было удовлетворено, хотя, по данным служителей Патриарших приходов в США, без особого энтузиазма. 18 февраля митрополит направил письмо Патриарху Московскому Пимену, в котором извещал его о своём намерении выехать в Америку и просил предоставить отпускную грамоту для перехода в ПЦА. В конце воскресной службы 20 февраля митрополит Владимир объявил о своём решении с амвона всем прихожанам Николай-до.
21 марта 1972 года Священный Синод РПЦ удовлетворил просьбу митрополита Владимира об отставке и утвердил кандидатуру нового предстоятеля. Четыре дня спустя владыка Владимир навсегда покинул Японию.
Получив канонический отпуст от Московского Патриархата, митрополит Владимир вернулся в США и вновь вошёл в юрисдикцию Православной Церкви в Америке как помощник архиепископа Сан-Францисского Иоанна (Шаховского). После ухода последнего на покой в 1974 году митрополит Владимир сделался правящим иерархом Сан-Францисским и Западно-Американским.
Однако, уже в июле 1975 года отпущен на покой по состоянию здоровья. До конца своей земной жизни митрополит Владимир боролся с раком.
Мирно скончался 2 августа 1997 года в доме его сестры Анны Мэк (Anna Mack) в городе Грэнд-Рэпидз, штат Мичиган после продолжительной борьбы с раком. После свершения литургии митрополит был похоронен 8 августа 1997 года на кладбище Свято-Тихоновского монастыря, в Южном Ханаане, штат Пенсильвания.